# Белогорский (Архангельская область)
Белогорский — посёлок в Холмогорском районе Архангельской области. Административный центр Белогорского сельского поселения.

## География
Белогорский находится на северо-востоке Холмогорского района, на правом берегу Пинеги. Через посёлок проходит автодорога «Архангельск — Боброво — Белогорский — Пинега — Кимжа — Мезень». К западу от Белогорского находится станция Паленьга Северной железной дороги.

## Население
| 2002 | 2009 | 2010 | 2012 |
| ---- | ---- | ---- | ---- |
| 750  | ↘740 | ↘648 | ↗713 |

В 2009 году числилось 740 чел., из них пенсионеров — 256.

### Карты
- Белогорский. Публичная кадастровая карта
- Белогорский на карте Wikimapia